# حبيل امحنكه

تعديل مصدري - تعديل

حبيل امحنكه هي إحدى قرى عزلة سرار بمديرية سرار التابعة لمحافظة أبين، بلغ تعداد سكانها 84 نسمة حسب تعداد اليمن لعام 2004.